# Peine de mort au Cameroun
Le droit du Cameroun prévoit la peine de mort, bien que celle-ci semble ne plus être appliquée (la dernière exécution a eu lieu en 1997).

## Pré-indépendance
Avant son indépendance, le Cameroun était sous une administration conjointe britannique et française. Le code politique du Cameroun britannique autorisait l'application de la peine capitale dans les cas de meurtre, de trahison et de participation à un procès par ordalie conduisant à la mort d'un suspect. Le Cameroun français n'autorise la peine capitale que dans deux cas, au lieu des quatre du Cameroun britannique : les atteintes à la sûreté intérieure de l'État et, à partir de 1947, le meurtre à des fins de cannibalisme.
Certains Camerounais continuent de prononcer des condamnations à mort et des exécutions traditionnelles hors du contrôle des colons, et souvent à l'insu des colons, dans les cas de vol ou de coupe de bambou la nuit ; la peine présumée pour le vol était la pendaison ou la projection vivante dans une fosse, tandis que la peine présumée pour la coupe de bambou était d'être attaché à l'envers à un arbre jusqu'à la mort. Les hommes reconnus coupables d'adultère étaient parfois brûlés vifs ou lapidés, tandis que les femmes étaient vendues comme esclaves ou jetées dans la même fosse que les personnes condamnées pour vol.

## Crimes punis de mort
La peine de mort est possible dans les cas suivants :

### Atteinte à la sûreté nationale
- Participer, pour un Camerounais, à des hostilités contre la république du Cameroun, de les favoriser ou d'offrir de les favoriser ;
- Inciter une puissance étrangère à engager des hostilités contre le Cameroun ;
- Livrer ou offrir de livrer à une puissance étrangère des secrets, des troupes, des territoires, des installations ou du matériel destiné à la défense nationale ;
- Détériorer des constructions, des installations ou du matériel ou créer des malfaçons en vue de nuire à la défense nationale ;
- Atteintes aux installations nucléaires ;

### Assassinat
- Perpétrer un meurtre avec préméditation ;
- Perpétrer un meurtre par empoisonnement ;
- La facilitation ou l'aide à la réalisation de ces crimes ;

### Atteinte aux biens
- Vol avec violences ayant entrainé la mort d'autrui ou des blessures graves (privation d'un membre, d'un organe ou d'un sens) ;
- Vol avec utilisation d'un moyen de transport au sein des domaines portuaires ;
- Vol en groupe d'au moins deux personnes au sein des domaines portuaires.

## Procédure
La dernière exécution au Cameroun a eu lieu en 1997. Après jugement devant le Tribunal de Grande instance à cette époque, plusieurs terroristes avaient été jugés coupable de crime contre la République Camerounaise. En juin 2020, 22 États en Afrique ont aboli la peine de mort, 18 pratiquent un moratoire sur la peine de mort et seuls 15 maintiennent la peine de mort. Le Tchad est le dernier pays à avoir aboli la peine de mort le 20 mai 2020. De nos jours seul le tribunal militaire est habilité à faire ce genre de condamnation en raison de son caractère militaire, mais cela dépend de sa juridiction, le TGI reste néanmoins compétent dans certains domaines.

### Exécution
La peine de mort s'exécute par pendaison ou par peloton d'exécution.

## Sources
- Code pénal :  articles 102, 103, 276, 320
- Loi n°83-16 du 21/07/1983 règlementant la police à l'intérieur des domaines portuaires
- Loi n°85/08 du 30/01/1995 portant sur la radioprotection
- loi du 23 décembre 2014 portant répression du terrorisme au Cameroun